# Shallow Be Thy Game
Shallow Be Thy Game è un singolo dei Red Hot Chili Peppers estratto dal loro quinto album in studio, One Hot Minute (1995).

## La canzone
Fu pubblicata come singolo solo in Australia, con la stessa fotografia della copertina del singolo "Coffee Shop".
Il testo critica le religioni, e in particolare il Cristianesimo. Lo stesso nome del singolo riprende un verso del padre nostro, "Hallowed Be thy Name", "Sia santificato il tuo nome". Sono molto attaccati i missionari, che secondo i Red Hot costringono gli altri ad accettare controvoglia le loro convinzioni religiose.

## Tracce
1. "Shallow Be Thy Game (Album Version)"
2. "Walkabout (Album Version)"
3. "Suck My Kiss (Live)" (versione già presente nel CD singolo per Aeroplane, uscito nel 1995)